# Roman Turek
Roman Turek, född 21 maj 1970 i Strakonice i den del av Tjeckoslovakien som vid statsupplösningen den 1 januari 1993 blev Tjeckien, är en tjeckisk före detta professionell ishockeymålvakt. Turek spelade senast för HC České Budějovice i tjeckiska Extraliga. Han har tidigare spelat i NHL för lagen Dallas Stars, St. Louis Blues och Calgary Flames, där han bar Eddie the Head på alla sina målvaktsmasker. 

## Individuella utmärkelser
- 1996 – Uttagen till All-Star Team i VM
- 1996 – Utsedd till turneringens bäste målvakt i VM
- 1999 – William M. Jennings Trophy, tillsammans med Ed Belfour

## Internationellt spel
- 1993 – Spelade för Tjeckiens herrlandslag i ishockey vid VM i Sverige.[1]
- 1994 – Spelade för Tjeckien i OS i Lillehammer, Norge
- 1994 – Spelade för Tjeckiens herrlandslag i ishockey vid VM i Italien.
- 1995 – Spelade för Tjeckiens herrlandslag i ishockey vid VM i Sverige.[2]
- 1996 – Världsmästare med Tjeckien i VM i Wien, Österrike.
- 1996 – Spelade för Tjeckien i World Cup

### Fotnoter
1. ↑  ”VM-GUIDE. VM i ishockey onsdag 28 april”. Dagens nyheter. 28 april 1993. http://www.dn.se/arkiv/sport/vmguide-vm-i-ishockey-onsdag-28-april. Läst 21 februari 2016.
2. ↑  ”VM-guide: VM-guide. Ishockey-VM lördagen den 6 maj”. Dagens nyheter. 6 maj 1995. http://www.dn.se/arkiv/sport/vmguide-vmguide-ishockeyvm-lordagen-den-6-maj. Läst 21 februari 2016.